# Rahel Graf
Rahel Graf (* 1. Februar 1989) ist eine ehemalige Schweizer Fussballspielerin.

## Karriere
Ihre Karriere begann die Abwehrspielerin 1998 beim FC Altbüron-Grossdietwil und wechselte 2003 zum FC Sursee, der sich 2004 in SC LUwin.ch Luzern umbenannte. In der Winterpause 2007/08 wechselte sie zum SC Freiburg in die deutsche 1. Frauen-Bundesliga, ging jedoch nach einem halben Jahr wieder zurück in die Schweiz, zum SC Kriens. Seit 2014 spielt sie beim FC Luzern.
In der Schweizer Fussballnationalmannschaft der Frauen debütierte Graf am 23. Februar 2007 gegen Malta. Sie bestritt 62 Nationalmannschaftseinsätze und erzielte dabei ein Tor.

## Erfolge
- Schweizer Meisterin 2004, 2005, 2006
- Schweizer Cupsiegerin 2004, 2005, 2006

## Persönliches
Graf hat eine Ausbildung zur Kauffrau für Leistungssportler absolviert. Seit 2021 studiert sie BSc Betriebsökonomie Sportmanagement an der FFHS (Fernfachhochschule Schweiz).